# ダラス世界水族館
ダラス世界水族館 (Dallas World Aquarium) は、アメリカ合衆国テキサス州ダラスのウエスト・エンド歴史地区に位置する水族館および動物園。世界中の他の動物園と共同で繁殖計画を行ない、絶滅危惧種およびそれに準じる種に属する多くの動物たちを育成し、種の保存および教育に貢献している。1997年にアメリカ動物園水族館協会に認定され、世界動物園水族館協会のメンバーとなっている。

## 経緯
1992年10月、1924年建設の倉庫内部を改装し、水族館が開業した。1997年、隣接する倉庫を改装し、「オリノコ川の秘密」という展示が開幕した。これら2カ所を繋ぐ通路は淡水と海水の展示を隔てた。2000年5月、裏手にある空き家を購入し、2004年8月、ムンド・マヤ展が開幕した。

## 展示

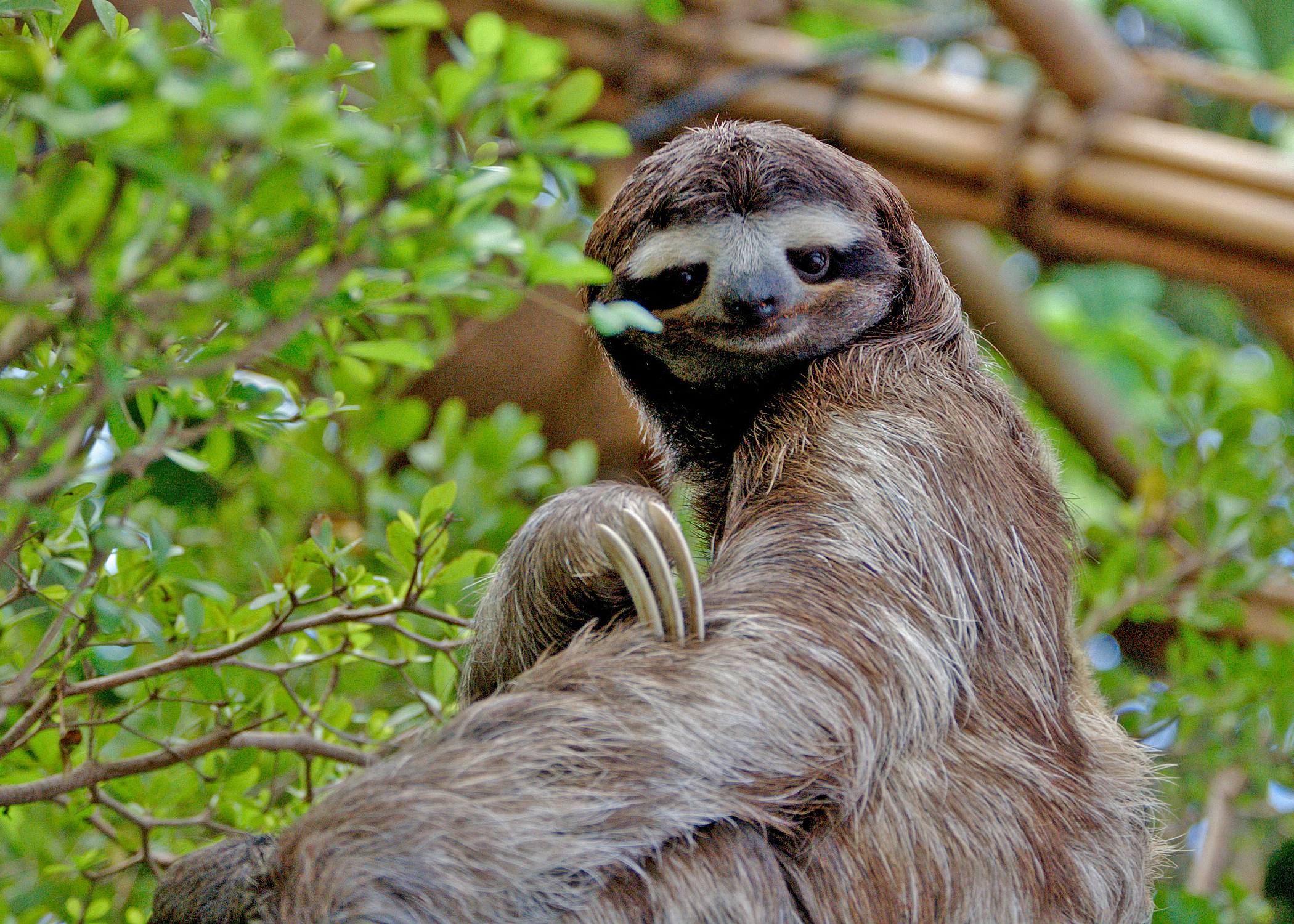
ミツユビナマケモノ

水族館の上階はオリノコ川の熱帯雨林を再現した。この熱帯雨林は鳥の住処となっており、ショウジョウトキやオオハシなどが自由に飛び回る。通路が熱帯雨林を蛇行し、全米で唯一一般公開されているミツユビナマケモノやアメリカマナティーの他、デンキウナギ、アシナシイモリ、タマリン、ヤドクガエル、オリノコワニ、チスイコウモリ亜科などが展示されている。
下階には魚類、イソギンチャク、サンゴ、クラゲなど世界中の海の生物が展示されている。10個のメインのタンクは日本、インドネシア、スリランカ、ブリティッシュコロンビア、バハマ、フィジー、パラオ、オーストラリア南部、ロード・ハウ島、ソロモン諸島を特集している。他に40-フート (12 m)のトンネルでは大陸棚の魚を観察することができる。

## 教育
当館は地元企業とダラス市立学校の共同事業に参画している。イボンヌ・A・イーウェル・タウンビュー・マグネット高校経営学部の生徒が水族館を含む地元企業で働いている。この事業の一環として、ダラス市内で最大で最も良く知られる施設の1つである水族館の日常業務を若い世代に教え実務を学ぶことができる。

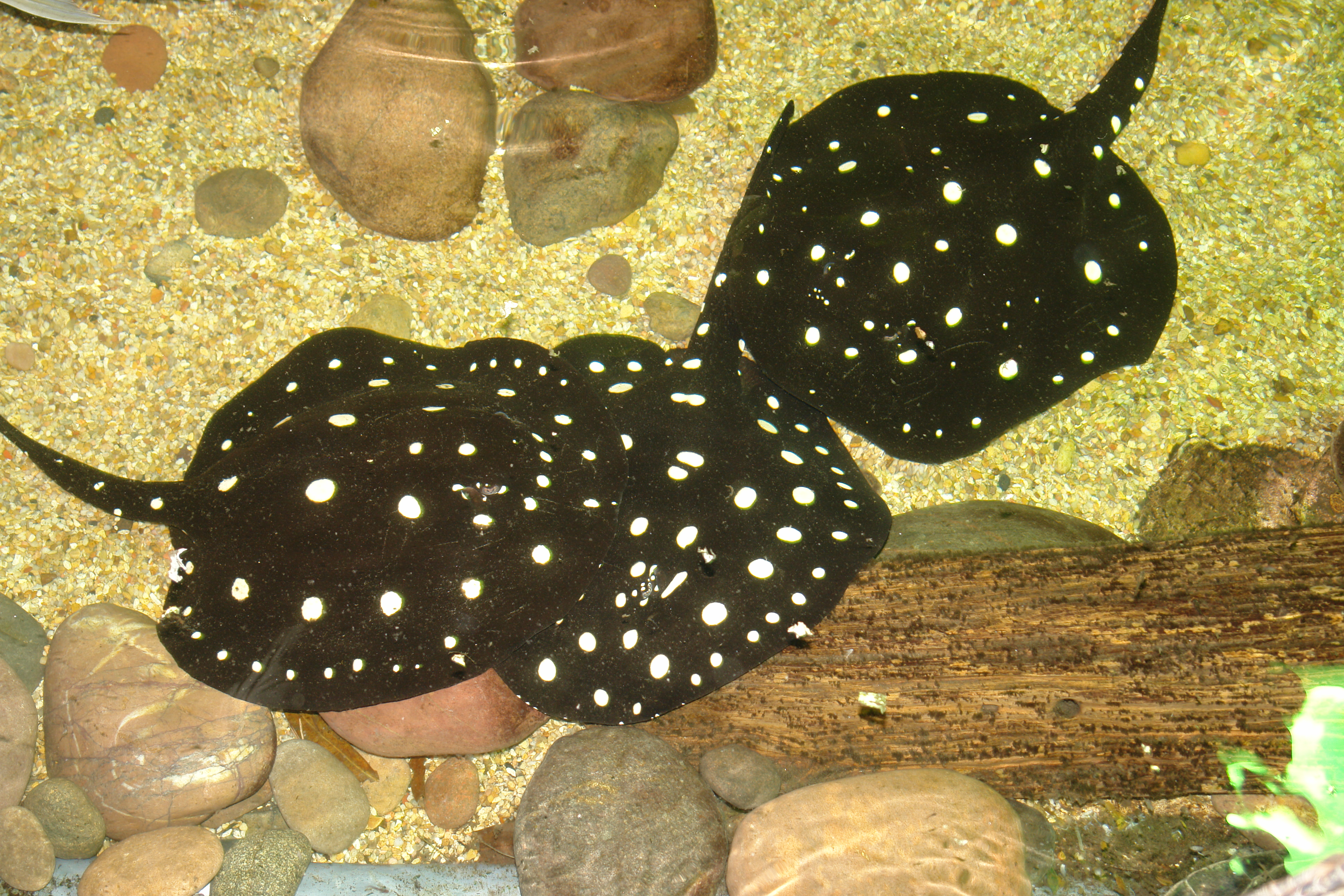
ポルカドット・スティングレイ
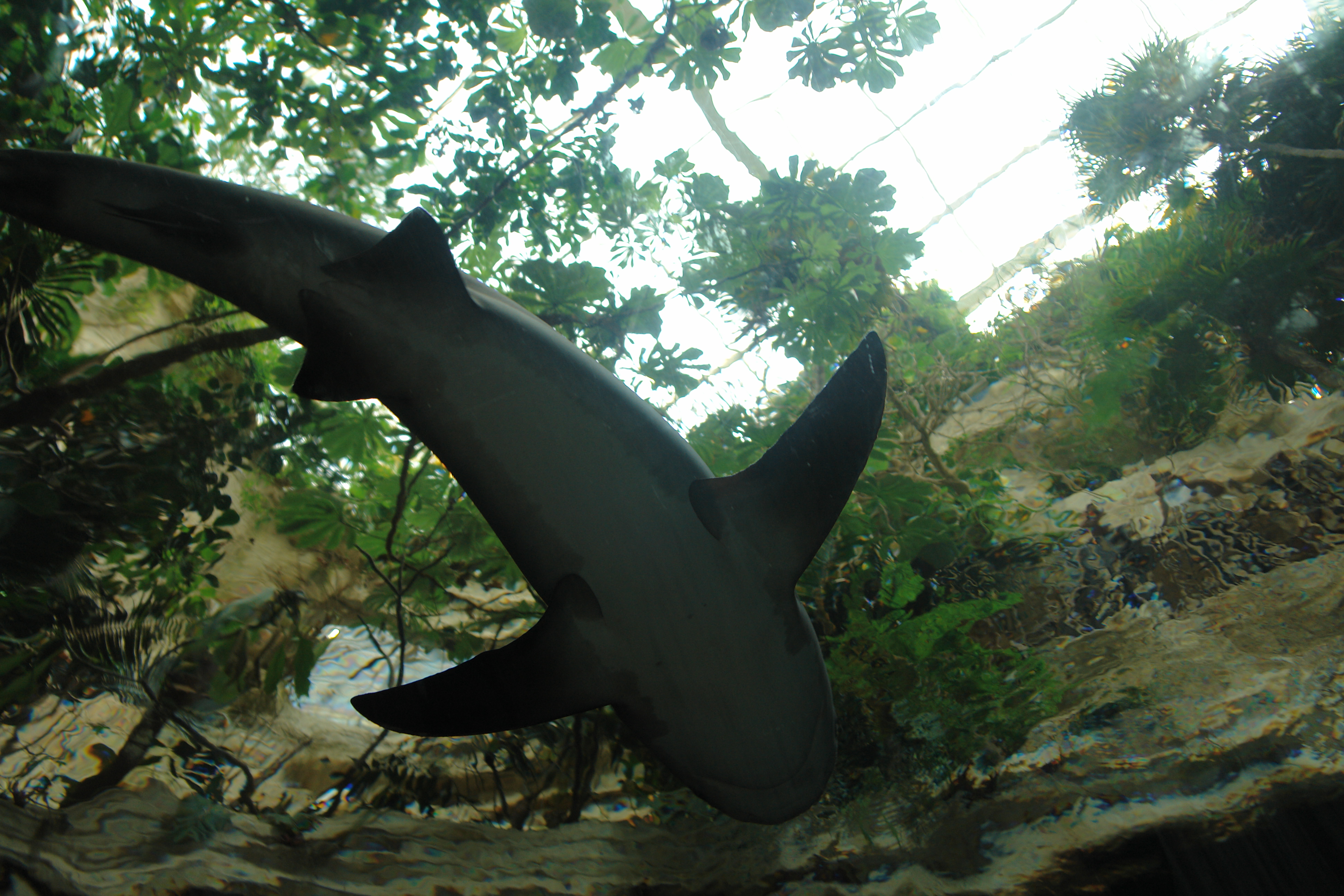
トンネル内部で下から見たサメ
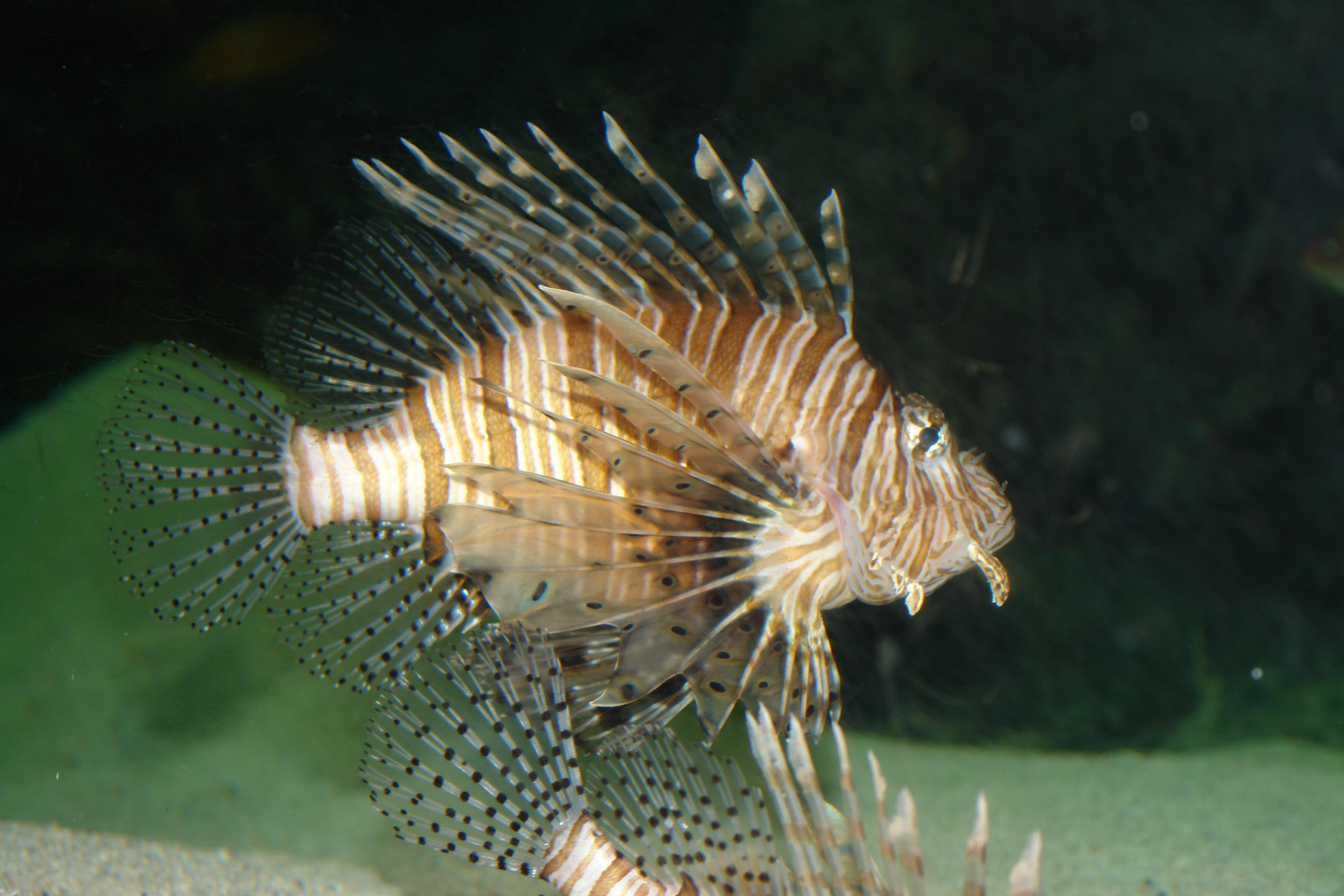
ミノカサゴ
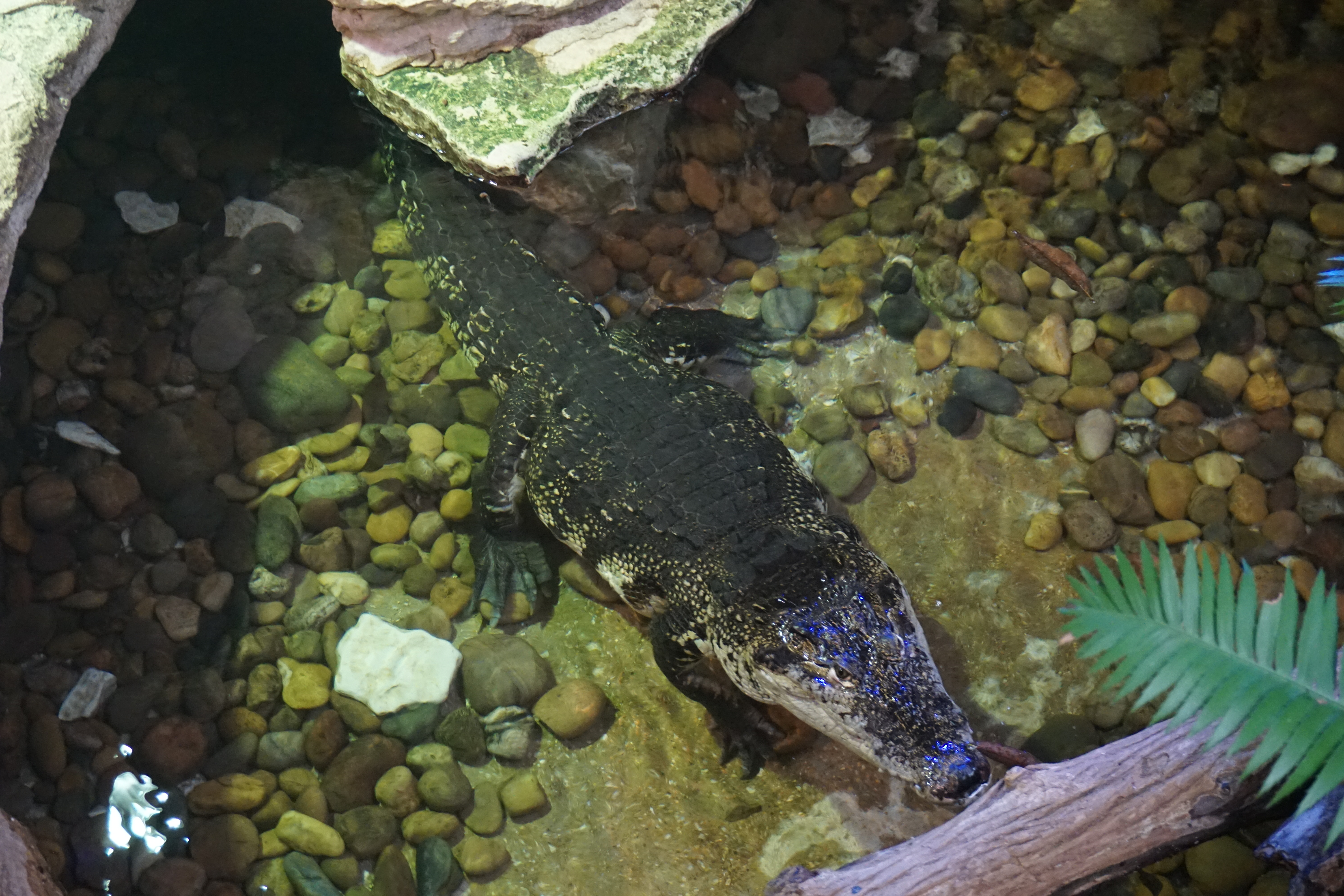
オリノコワニ
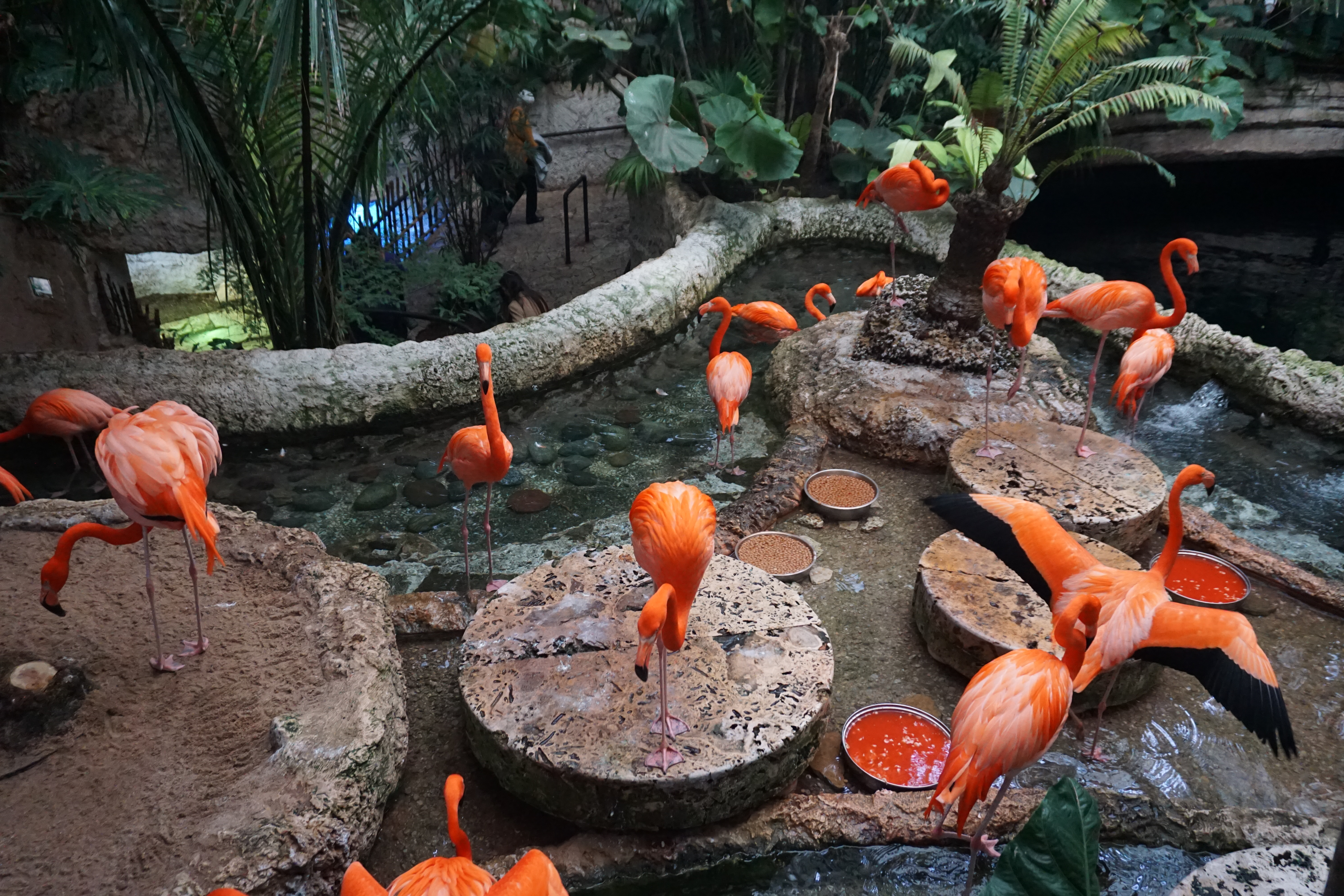
フラミンゴ
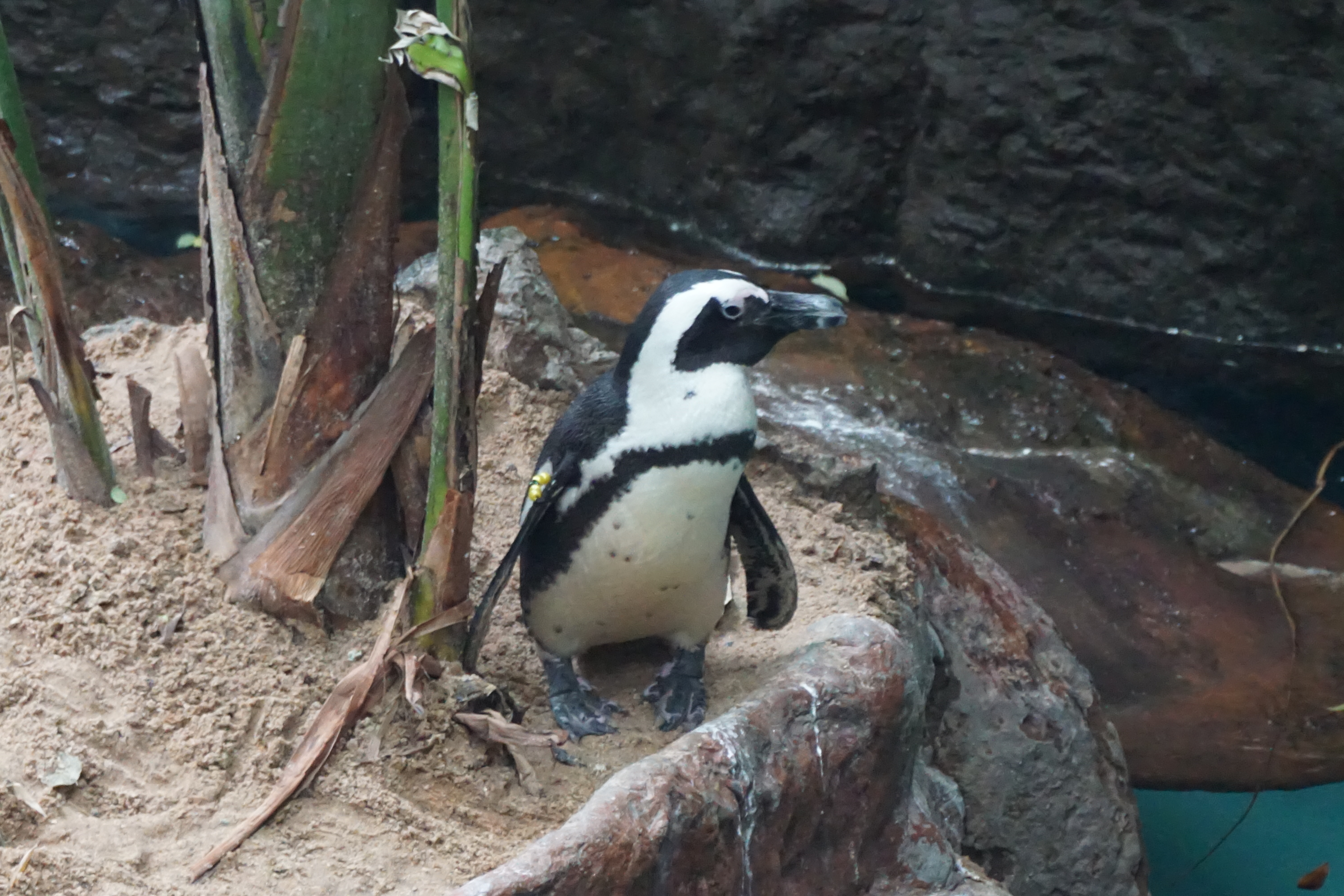
ケープペンギン